# کشتار چنتستوخووا
کشتار چِنتستوخووا که به آن دوشنبه خونین نیز گفته می‌شود، توسط نیروهای ورماخت آلمان نازی از روز چهارم جنگ جهانی دوم در شهر چنتستوخووا در لهستان میان ۴ تا ۶ سپتامبر ۱۹۳۹ رخ داد. تیراندازی، ضرب و شتم و چپاول، به مدت سه روز در بیش از دوازده مکان جداگانه در اطراف شهر صورت پذیرفتند. حدود ۱٬۱۴۰ غیرنظامی لهستانی (۱۵۰ تن یهودی) کشته شدند.

## کشتار

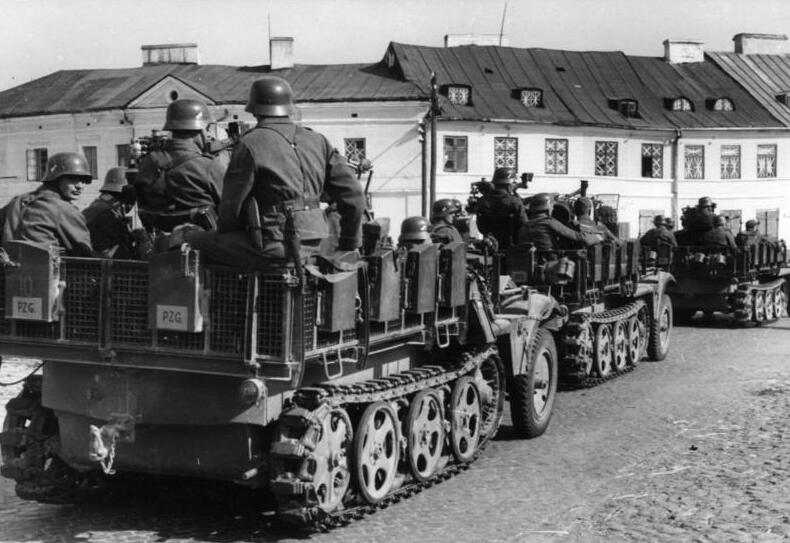
نیروهای ورماخت در حال ورود به حومه چنتستوخووا

مقر فرماندهی هنگ، واقع در ۲۰ کیلومتری جنوب شهر، عصر ۴ سپتامبر گزارشی از یگان‌های آلمانی هنگ ۴۲ (لشکر ۴۶ پیاده‌نظام (ورماخت)) دریافت کرد، مبنی بر اینکه آن‌ها در دو حادثه مختلف مورد حمله «پارتیزان‌های لهستانی» قرار گرفته‌اند؛ یکی در حیاط دانشکده فنی که هنگ در آن مستقر بود و دیگری شامل یک ستونی از اسیران که توسط هنگ ۹۷ محافظت می‌شدند. سربازان آلمانی ادعا کردند که از یکی از خانه‌های نزدیک محل استقرارشان مورد اصابت گلوله قرار گرفته‌اند.
با این حال، گزارش‌ها و شهادت‌های بعدی سربازان نشان از آن دارند که هیچ‌یک از شاهدان آلمانی قادر به توصیف مهاجمان فرضی نبوده‌اند. در بازرسی از خانه‌هایی که پس از کشتار صورت گرفت، «افراد مشکوک» پیدا نشدند. به گفته یوخن بهلر، تاریخ‌دان آلمانی، تیراندازی‌ها به مردم نخست احتمالاً به دلیل وحشت‌زدگی و فشار عصبی توسط سربازان آلمانی صورت گرفتند، و سپس آن‌ها داستانی دربارهٔ «پارتیزان‌های لهستانی» اختراع کرده‌اند تا بهانه‌ای برای اقدامات عجولانه و کشتار متعاقب آن ساخته باشند. به گفته یک شاهد عینی لهستانی این رویداد، که دستگیر شده و در میان ستونی از اسیران لهستانی تحت مراقبت آلمانی‌ها قرار داشت، سربازان ورماخت با مسلسل به ستون زندانیان شلیک کردند که باعث وحشت افرادی شد که تلاش داشتند از مرگ برهند. در نتیجه این امر، نگهبانانی که ستون را محتفظت می‌کردند اقدام به تیراندازی وحشیانه به سوی آن‌ها کردند. در این تیراندازی، حدود ۲۰۰ فرد لهستانی و یهودی جان خود را از دست دادند.
پس از اینکه نخستین تیراندازی بی‌هدف متوقف شد، بخش دوم این کشتار در قسمت دیگری از شهر روی داد. طبق شهادت هلنا اشپیلمان در کمیته تاریخی یهودی، سربازان آلمانی غیرنظامیان لهستانی و یهودی را از خانه‌های خود به‌صف کشیده و آن‌ها را ناچار به راهپیمایی به سوی میدان مگناکی، مقابل کلیسای جامع شهر جمع کردند. در آنجا همه آنها ناچار شدند رو به زمین دراز بکشند و هر کسی که حرکت می‌کرد، مورد اصابت گلوله قرار می‌گرفت. در کل چندین هزار تن از جمله افراد کهنسال، کودکان و زنان حضور داشتند. سرهنگ دوم اوبه، مسئول واحدهای ورماخت که کشتار را انجام دادند (و نویسندهٔ گزارش به فرماندهی هنگ که «پارتیزان‌های لهستانی» را مقصر تیراندازی معرفی کرد) تخمین زدند که حدود ۱۰ هزار تن در میدان به‌صف کشیده شده بودند. تخمین‌های مشابهی از تعداد افراد گردآوری‌شده توسط شاهدان عینی و بازماندگان ارائه شده‌اند.
پس از جدا کردن مردان از زنان، مردان مورد جستجو قرار گرفتند و هر کسی که با خود تیغ تراشیدن صورت یا چاقوی جیبی داشت درجا تیرباران شد. به دیگر مردان گفته شد که وارد کلیسا شوند، اما با آغاز حرکت، سربازان آلمانی با مسلسل و سلاح دستی به سوی آنها آتش گشودند. طبق شهادت هِنوخ دیامانت ، که در این تیراندازی زخمی شد، در نتیجه تیراندازی چندین صد تن در دم کشته و حدود ۴۰۰ تن زخمی شدند. رویدادهای مرتبط با کشتار در برابر کلیسای جامع به شکل روایی توسط یک عکاس آلمانی ثبت شدند؛ از به‌صف‌کشی اولیه تا انتظار لهستانی‌ها و یهودیان برای سرنوشت خود، تا عکس‌های اجساد پخش شده در خیابان‌های شهر و میدان کلیسای جامع. این مجموعه عکس توسط یک سرباز آمریکایی از یک یک اسیر آلمانی در اواخر جنگ بدست آمد.

### تعداد کشته‌شدگان
بر پایه‌گذارش رسمی نوشته شده توسط سرهنگ دوم اوبه: در جریان «اقدام به مجازات به دلیل فعالیت‌های پارتیزانی» ۳ زن و ۹۶ مرد کشته شدند. با این حال، در بهار ۱۹۴۰، ریشارد وندلر، شهردار آلمانی در چنتستوخووا، اجازه نبش قبر اجساد توسط شورای شهر را داد. حدود ۲۲۷ جسد، از جمله ۱۹۴ مرد، ۲۵ زن و ۸ کودک، از خاک بیرون آورده شدند. ۲۲ قربانی یهودی شناسایی شدند. جسدها در چندین مکان از جمله در خیابان کراکوفسکا، در گارناکارسکا، نزدیک شورای شهر و در خیابان پیوترکوفسکا از خاک بیرون آورده شدند. همچنین چندین قتل در مقیاس کوچکتر در دیگر نقاط شهر انجام شدند، از جمله بیمارانی در یک بیمارستان نظامی که توسط صلیب سرخ اداره می‌شد.
طبق «مرکز مستندسازی تاریخ چنتستوخووا»، در آن روز به‌طور کلی کمینه ۶۰۰ تن در شهر کشته شدند. برخی تخمین‌ها از قربانیان این تعداد را بیش از ۱۰۰۰ تن، شامل ۹۹۰ لهستانی‌تبار و ۱۱۰ یهودی، اعلام کرده‌اند. بعدها، پس از برچیده شدن گتو چنتستوخووا بیش از ۴۰٬۰۰۰ یهودی به قتل رسیدند.

## تحقیقات پس از جنگ
تحقیق دربارهٔ این کشتار در سال ۱۹۸۵ در بایرویت آلمان در مورد سربازان پیشین هنگ ۴۲ پیاده‌نظام انجام شد. اکثر این سربازان هنوز ادعا می‌کردند که پیش از کشتار از خانه‌های مجاور مورد اصابت گلوله قرار گرفته بودند، اما هیچ‌کس نمی‌توانست مهاجمان را توصیف کند. یک سرباز پیشین حتی اعتراف کرد که هیچ تصوری از این که مهاجمان فرض شده «سرباز، پارتیزان یا غیرنظامی» بوده‌اند، ندارد. چندین سرباز اعتراف کردند که وحشتی عمومی در میان نیروهای آلمانی به وجود آمد و همه برای برداشتن سلاح‌های خود دویده، روی هم لغزیده و به‌هدف به همه سوی تیراندازی می‌کردند. یکی از افسران هنگ به یاد آورد که او از سربازانش به دلیل عدم رعایت کامل نظم خشمگین شده بود.
سربازان پیشین این یگان همچنین اعتراف کردند که آن‌ها در جستجوی‌های بعدی نه تنها هیچ اسلحه‌ای پیدا نکردند، بلکه جز چند زن دارای بچه و برخی افراد کهنسال، مردان توانمندی در آن حوالی نبود. به گفته سرباز پیشین هانس م. «من هرگز در چنتستوخووا پارتیزانی را با چشم خود ندیدم.»
در رابطه با کشتار دوم در نزدیکی کلیسای جامع، سرباز سابق پیشین، فریتز اس. در اقراری اولیه ادعا کرد که پس از توقف تیراندازی بی‌هدف، به او دستور داده شده که مودبانه از غیرنظامیان بخواهد خانه‌های خود را ترک کنند و در یک کلیسا جمع شوند. با این حال، فریتز اس. چند روز بعد داوطلبانه نزد بازپرس‌ها برگشت و اظهارات خود را تغییر داد. وی گفت که دستور این بود که غیرنظامیان را با زور از خانه‌های خود خارج کرده و با صورت‌های رو به زمین به‌صف بکشند. وی افزود که «من می‌خواهم تأکید کنم که من هرگز با ادب از هیچ غیرنظامی نخواستم که خانه خود را ترک کند. در واقع، ما آن‌ها را [از خانه خود] بیرون انداختیم.»
این کشتار همچنین توسط کمیته تاریخی یهودی و حکومت چنتستوخووا مورد بررسی قرار گرفت. در سال ۲۰۰۹، مؤسسه یادبود ملی لهستان گورهایس دسته‌جمعی در نزدیکی ایستگاه راه‌آهن استرادوم یافت که حاوی حدود ۲۰۰۰ جسد بودند، اگرچه هنوز مشخص نیست که آیا اجساد مربوط به این کشتار است یا کشتارهای بعدی توسط نازی‌ها. همچنین در سال ۲۰۰۹، دفترچه خاطرات بولسلاو کورکوفسکی کشف شد. کورکوفسکی شاهد این کشتارها بود و بعدها به عنوان کارگر اجباری در نبش قبر برخی از اجساد در سال ۱۹۴۰ شرکت کرد (وجود این دفترچه خاطرات پیشتر به دلیل در دسترس بودن چندین بخش از آن مشخص شده بود).
در هفتادمین سالگرد حمله آلمان به لهستان در سپتامبر ۲۰۰۹، رسانه عمومی آلمانی Rundfunk Berlin-Brandenburg قصد فیلمبرداری یک فیلم مستند با موضوع کشتار چنتستوخووا را داشت، چرا که بر خلاف جنایات جنگی اس‌اس، آگاهی گسترده‌ای از جنایات جنگی ورماخت تا آن هنگام در آلمان وجود نداشت.